# جين برودي
جين برودي (بالإنجليزية: Jane Brody)‏ هي كاتبة العمود أمريكية، ولدت في 19 مايو 1941 في بروكلين في الولايات المتحدة.